# منزل قريش
منزل قريش هي قرية في مقاطعة لاردة ومجتمع مستقل في قطلونية في إسبانيا.